# New York Minute (Don Henley)
New York Minute is een nummer van de Amerikaanse muzikant Don Henley. Het is de tweede single van zijn derde soloalbum The End of the Innocence uit 1989. In oktober dat jaar werd het nummer eerst in Europa op single uitgebracht. Op 6 november volgden de VS en Canada.

## Achtergrond
Op "New York Minute" doen The Who-bassist Pino Palladino, Toto-toetsenist David Paich en Toto-drummer Jeff Porcaro mee. De plaat, die gaat over een grote, plotselinge verandering, wordt een van de meest betekenisvolle rondom de aanslagen op 11 september 2001. 
"New York Minute" werd een radiohit in diverse landen. De plaat bereikte in Henley's thuisland de Verenigde Staten de 48e positie in de Billboard Hot 100. In Canada werd de 20e positie bereikt en in het Verenigd Koninkrijk de 97e positie in de UK Singles Chart.
In Nederland werd de plaat destijds regelmatig gedraaid op Radio 3 en werd een radiohit op de nationale publieke popzender. Desondanks werd de Nederlandse Top 40 niet bereikt en bleef de plaat steken op de 2e positie in de Tipparade. Wél werd de 45e positie in de Nationale Top 100 bereikt.
In België werd géén notering behaald in zowel de voorloper van de Vlaamse Ultratop 50 als de Vlaamse Radio 2 Top 30 en de Waalse hitlijst.
Toch geniet de plaat wel veel populariteit en staat deze sinds de editie van december 2006 onafgebroken genoteerd  in de jaarlijkse NPO Radio 2 Top 2000 van de Nederlandse publieke radiozender NPO Radio 2, met als hoogste notering een 1106e positie in 2014.

## NPO Radio 2 Top 2000
| Nummer met noteringen in de NPO Radio 2 Top 2000 | '06  | '07  | '08  | '09  | '10  | '11  | '12  | '13  | '14  | '15  | '16  | '17  | '18  | '19  | '20  | '21  | '22  | '23  | '24  |
| ------------------------------------------------ | ---- | ---- | ---- | ---- | ---- | ---- | ---- | ---- | ---- | ---- | ---- | ---- | ---- | ---- | ---- | ---- | ---- | ---- | ---- |
| New York Minute                                  | 1295 | 1148 | 1843 | 1296 | 1380 | 1143 | 1234 | 1208 | 1106 | 1286 | 1320 | 1437 | 1894 | 1627 | 1709 | 1824 | 1709 | 2000 | 1693 |

1. ↑  Een vetgedrukt getal geeft de hoogste notering aan.
2. ↑  2006 was het eerste jaar met een notering voor dit nummer.